# خانه امیر بهادر
خانه امیر بهادر مربوط به دوره قاجار است و در تهران، خیابان ولی عصر، جنوب میدان منیریه واقع شده و این اثر در تاریخ ۵ آذر ۱۳۸۰ با شمارهٔ ثبت ۴۴۱۱ به‌عنوان یکی از آثار ملی ایران به ثبت رسیده است.

## نگارخانه

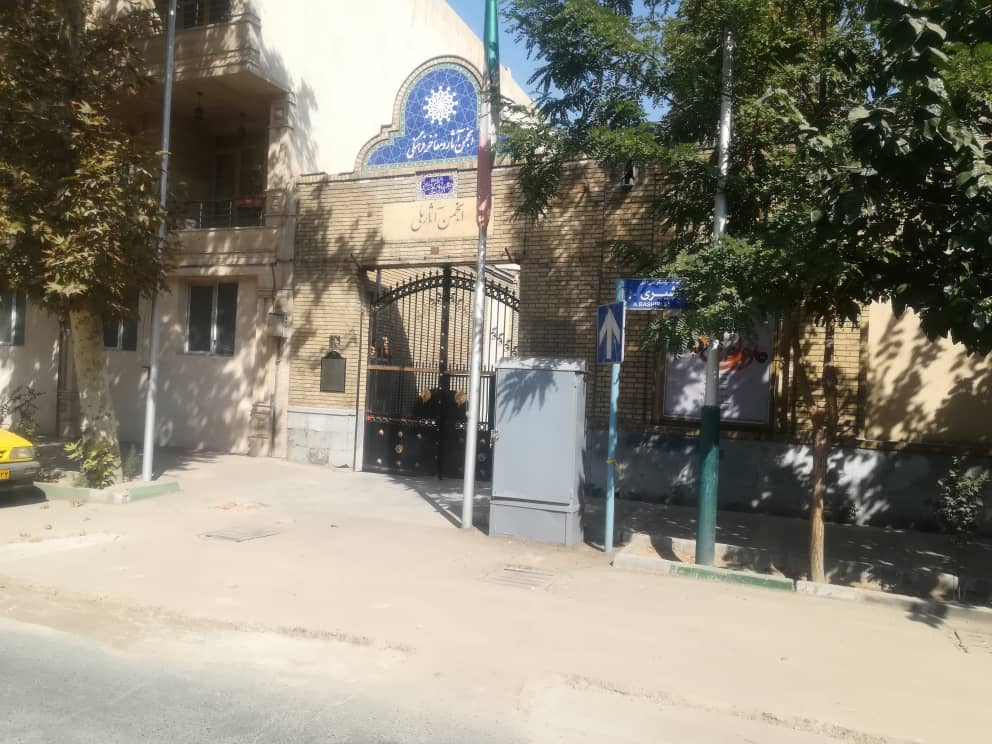
عمارت امیر بهادر تهران
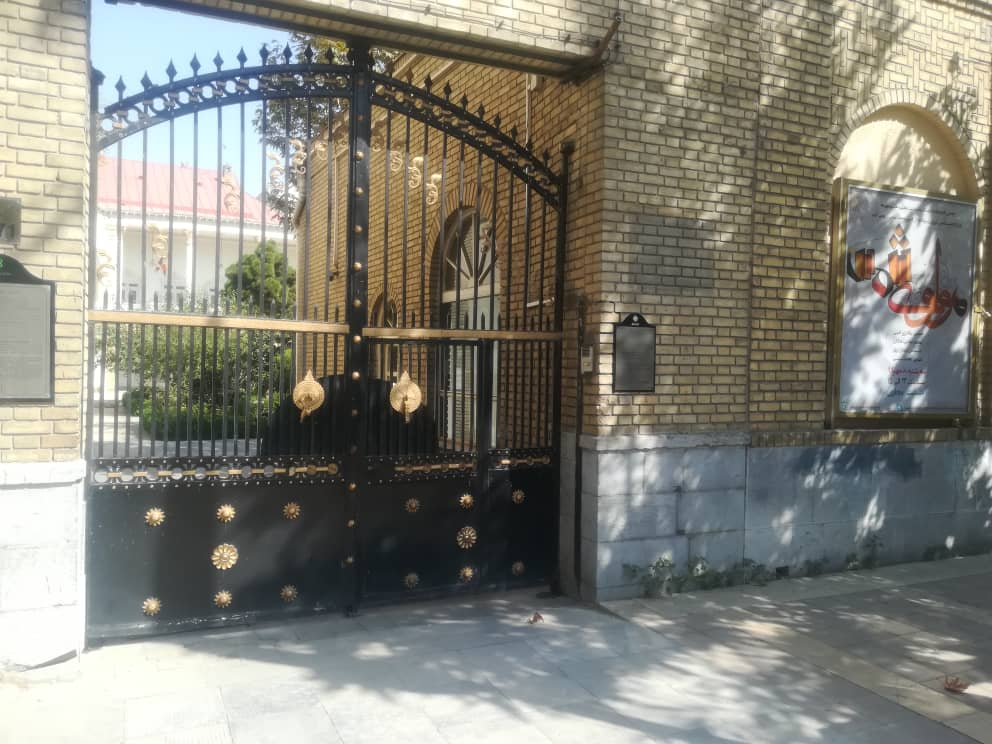
عمارت امیر بهادر تهران
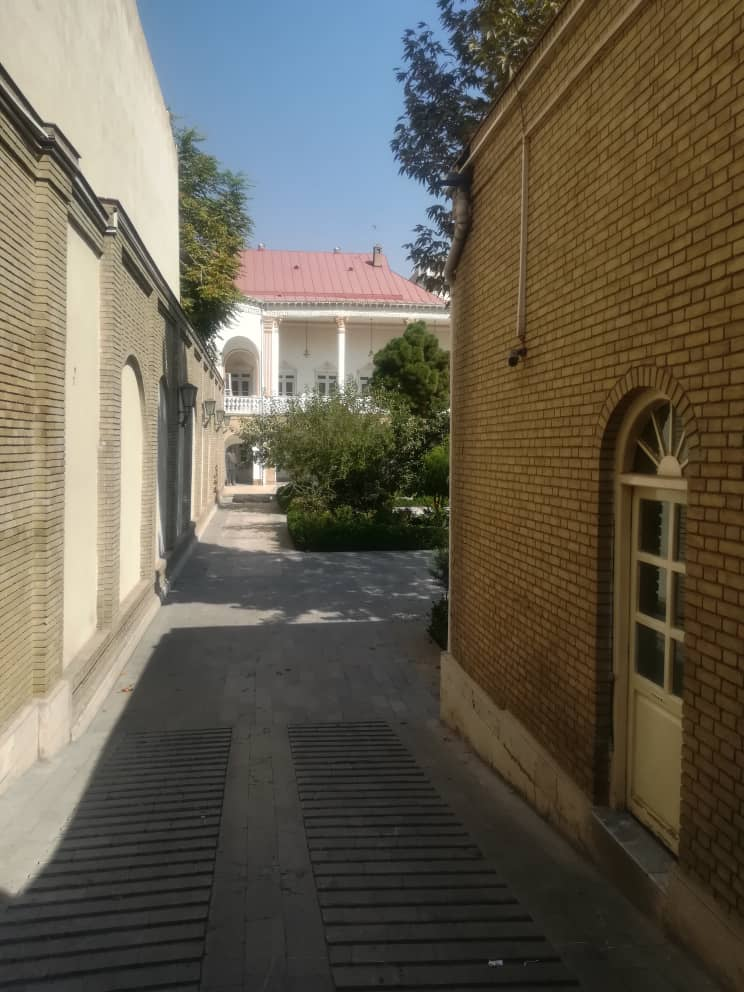
عمارت امیر بهادر تهران